# Hvězdná seismologie
Hvězdná seismologie (asteroseismologie) je odvětví vědy, která studuje vnitřní strukturu pulzujících hvězd pomocí analýzy jejich frekvenčního spektra. Dříve se dala používat pouze Slunce a další jasné hvězdy. Teleskop Kepler však umožnil získávat dostatečně kvalitní data pro zkoumání většího množství hvězd. Sledují se oscilace – poruchy, které se projevují periodicky v některých měřeních. Vážou se na stavové parametry hvězdného nitra, z jejich průběhu lze vypočítat reakce plazmatu v daném místě na odchylky od rovnováhy. Celková délka pozorování může být mnohem kratší než při detekci exoplanet. Na druhou stranu jsou amplitudy jednotlivých oscilačních modů velmi malé, tudíž je třeba je při krátkém pozorování pokrýt co možná nejhustěji. Mezi nejpoužívanější metody astroseismologie patří fonometrie (zaznamenávání celkového zářivého toku) a monitorování spektrálních čar, jejichž ekvivalentní šířky jsou teplotně citlivé.